# Chim ngói nâu
Chim ngói nâu (tên khoa học Streptopelia senegalensis) là một loài chim trong họ Columbidae. Chúng thường cư trú và sinh sản ở các vùng nhiệt đới châu Phi phía nam sa mạc Sahara, Trung Đông và miền nam châu Á, về phía đông tới Ấn Độ.
Loài chim này là phổ biến và phân bổ rộng rãi trong các vùng đất nhiều bụi rậm và khô.
Loài chim này làm tổ trên cây và đẻ hai trứng. Chúng bay nhanh với sự vỗ cánh đều đặn và thỉnh thoảng đạp cánh đột ngột-là đặc trưng cho các loài bồ câu nói chung.
Chim ngói nâu là loài chim cu đuôi dài, mảnh dẻ, thông thường dài 25 cm. Phần lưng, cánh và đuôi có màu nâu ánh đỏ với các sợi lông màu xanh xám ở cánh. Phần dưới của cánh có màu hạt dẻ.
Phần đầu và các phần dưới có màu hồng nhạt, chuyển dần thành màu hơi trắng ở các phần dưới của bụng. Chúng có các đốm đen trên cổ. Chân có màu đỏ. Tiếng kêu của chúng từa tựa như u túc túc cu ru, với sự nhấn mạnh của túc túc. Cả hai giống chim trống và mái là tương tự nhau, nhưng chim non thì có màu hung đỏ nhiều hơn so với chim trưởng thành cũng như có ít đốm trên cổ hơn.

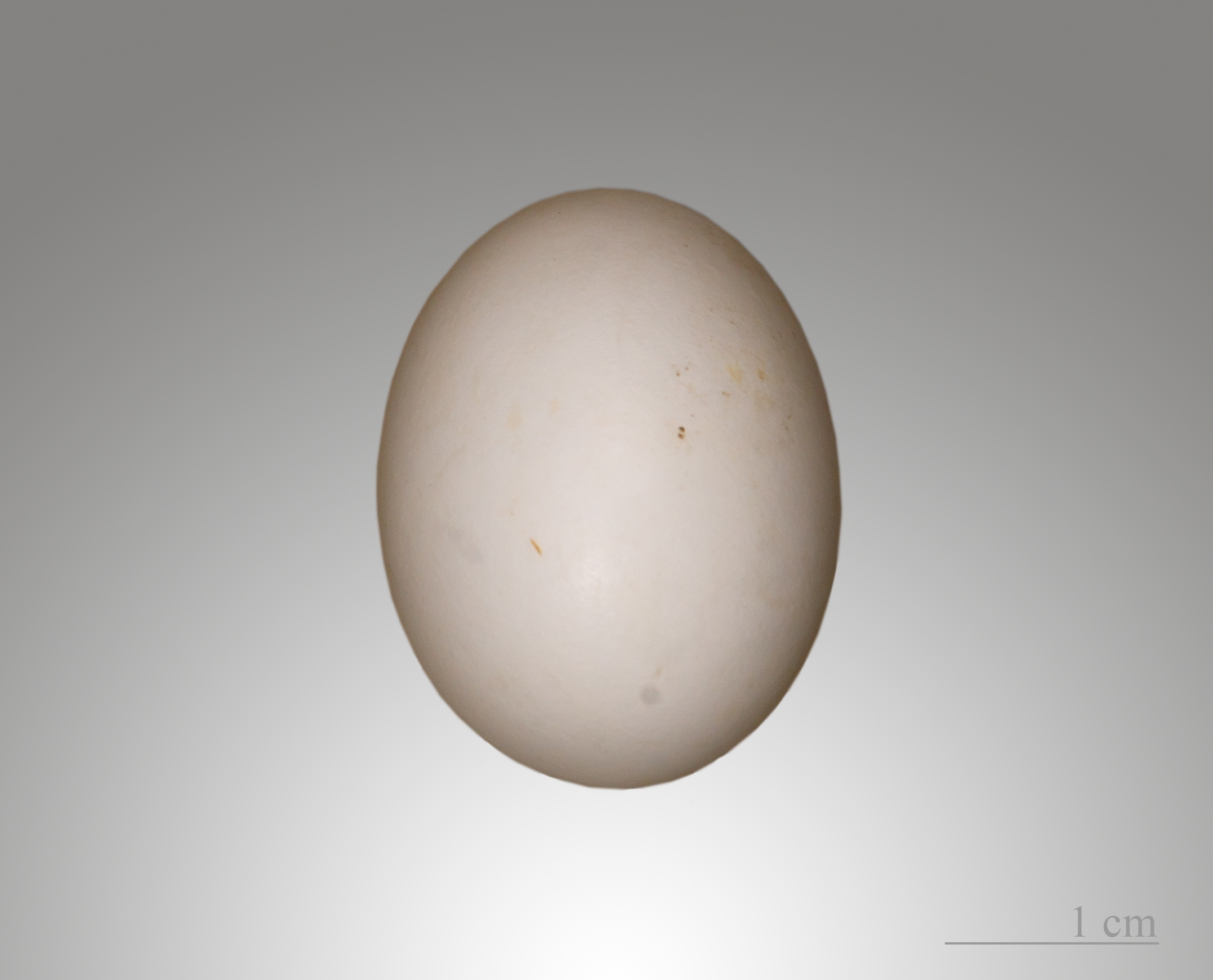
Trứng chim Streptopelia Senegalensis

Chim ngói nâu ăn các loại hạt cỏ, ngũ cốc, một số loài thực vật và các côn trùng nhỏ. Chúng kiếm ăn trên mặt đất ở các bãi cỏ và các khu vực trồng cây nông nghiệp.
Giống như một số loài chim bồ câu khác trong chi này, chúng không sống thành bầy mà thông thường chỉ sống đơn lẻ hoặc có đôi.